# Countertenor
Als Countertenor, Kontratenor bzw. Kontertenor (lateinisch ‚Gegen-Tenor‘), manchmal auch Altus (von lateinisch ‚hoch‘) wird ein männlicher Sänger bezeichnet, der mit Hilfe einer durch Brustresonanz verstärkten Kopfstimmen- bzw. Falsett-Technik in Alt- oder seltener in Sopranlage singt. Der Countertenor ist nicht mit einer Kastratenstimme gleichzusetzen, weder physiologisch noch in Klang, Volumen oder Stimmumfang.

## Beschreibung
Es gibt Versuche, zwischen Countertenor und Altus zu unterscheiden, z. B. nach den eingesetzten Anteilen von Brust- und Kopfresonanz, aber die Individualität der meisten Sänger ist derart hoch, dass eine solche Differenzierung fragwürdig erscheint. Die Bezeichnung Altus bezieht sich mehr auf die Lage der notierten Stimme, der Begriff Countertenor auf das Stimmfach beziehungsweise den Sänger in diesem Stimmfach. Es gibt Countertenöre in Alt-, Mezzosopran- oder Sopranlage, sodass der Begriff nicht eine Stimmlage betrifft.
Die genaue Erklärung und eine erschöpfende Theorie für die Stimmtechnik der Countertenöre stehen noch aus. Es gibt verschiedene Begriffe zur Bezeichnung der hohen Lage, die teilweise mit verschiedenen Arten der Tonerzeugung einhergehen, die aber nicht immer klar abgegrenzt sind. Unterschieden werden Stimmen, die in hohen Lagen völlig falsettieren, sogenannte Falsettisten, und hohe Tenöre mit Falsetterweiterung.
Die männlichen Gesangsregister führen vom Strohbassregister über die Modalstimme bis zum Passaggio, die Modalstimme entspricht dabei der „normalen“ mittleren Männerstimme oder der Bruststimme. Passaggio ist der Bereich, bei dem die Stimme in der Tonerzeugung wechselt. Er liegt individuell verschieden, ist aber bei den meisten Stimmen spätestens im Bereich e1 oder f1 erreicht. Der Bass erreicht unter normalen Umständen das Passaggio nicht. Der Bariton kommt im Stimmumfang kaum über das Passaggio hinaus und führt dann seine Stimme häufig für die wenigen Spitzentöne, soweit es geht, im Modalregister fort oder wechselt in das Falsett. Für den Tenor ist das Passaggio mehr im Zentrum der Stimmlage, und es ist eine Frage der Veranlagung und der Übung, bis zu welchem Bereich die Modalstimme weitergeführt wird oder werden kann, bevor der Wechsel in die Voix mixte (gemischte Stimme aus Kopfstimme mit Anteilen von Bruststimme) stattfindet. Die Kunst für den Tenor ist dabei, den Übergang so fließend und unhörbar wie möglich zu machen und der Kopfstimme Anteile der Bruststimme (Modalstimme) mitzugeben, um vollen Klang und Lautstärke zu erreichen und den sogenannten Registerausgleich zu erzielen. Der Einsatz von Falsett gilt für die Tenorlage im klassischen Gesang in den meisten Fällen als unerwünscht und wird vermieden.
Der Falsettist setzt die Modalstimme wenig ein und wechselt beim Passaggio ohne großen Übergang recht früh in das Falsett, und zwar schon bei einer Tonhöhe, die Tenöre oder hohe Tenöre mit Falsetterweiterung noch mühelos mit Bruststimme oder Voix mixte bewältigen. Im Ergebnis klingen diese Stimmen bei gleicher Tonlage ziemlich unterschiedlich. Es gibt einen weiteren Unterschied zum „naiven“ und dünn klingenden Falsett der untrainierten Stimme. Beim untrainierten Falsett kommt es nur zu einem flüchtigen Schluss der Stimmlippen, zum Teil bleibt ein permanenter Spalt offen. Die Stimme klingt dadurch hauchig. Die trainierte Falsettstimme, auch als Bühnenfalsett bezeichnet, verfügt über ein Vibrato, hat deutlich höhere Amplitudenschwingungen und in den meisten Fällen einen kompletten Schluss der Stimmlippen. Somit klingen diese Stimmen deutlich lauter und klangvoller und haben mehr Obertöne. Der Archetypus für diese Art von Stimme ist Alfred Deller. 
Hohe Tenöre mit Falsetterweiterung singen individuell verschieden über die Tenorlage (a1) weiter hinauf mit Voix mixte bzw. Kopfstimme und wechseln erst spät in das Falsett. Der Archetypus für diese Art von Stimme ist Russell Oberlin. Es gibt jedoch noch weitere individuelle Formen, die sich in Stimmtechnik, Klang und Fähigkeiten in hohen oder tiefen Lagen stark unterscheiden und die mit diesen zwei Typen nicht erschöpfend erklärt sind.

## Geschichte
Der Begriff Contratenor erscheint zum ersten Mal gegen Ende des 14. Jahrhunderts und geht einher mit einer neuen Kompositionsweise, der Ars nova. Bis dahin befand sich der Tenor mit dem Cantus firmus an der tiefsten Stelle, die übrigen Stimmen wurden darübergeschichtet. Die weiteren Stimmen bekamen die Namen motetus oder duplum, triplum, in seltenen Fällen noch quadruplum. Die neuere Kompositionsweise des 14. Jahrhunderts beruht auf einem zweistimmigen Grundgerüst aus Tenor und Discantus, der eine Quinte über dem Tenor liegt. Dieses Grundgerüst erzeugt bereits einen vollständigen Kontrapunkt. Es kann um eine weitere Stimme zur Dreistimmigkeit erweitert werden. Es war möglich, eine zweite Discantstimme hinzuzufügen oder eine weitere Tenorstimme: den Contratenor. In vierstimmigen Sätzen wurden sowohl der Discant als auch der Tenor verdoppelt. Die Funktion des Contratenors ist dabei dem Tenor untergeordnet oder beigeordnet. Der Contratenor befindet sich in der gleichen Stimmlage und benutzt den gleichen Stimmumfang (Ambitus) wie der Tenor, muss aber die vom Tenor frei gelassenen Tonbereiche besetzen. Seiner Stimme fehlt daher oft ein melodischer Fluss, sie wirkt sprunghaft und unbeholfen, hat weite Tonsprünge und ist von Pausen durchsetzt. Sie befindet sich mal oberhalb und mal unterhalb des Tenors. Contratenor bedeutet in dieser Zeit eine Funktionsbezeichnung als Gegenspieler zum Tenor und nicht eine Stimmlage oder eine bestimmte Klangfärbung.
Gegen Ende des letzten Drittels des 15. Jahrhunderts erweiterte sich der Ambitus der Stimmen von etwa 10 bis 11 Tönen auf 13 bis 14 Töne, also auf zwei volle Oktaven. Zusätzlich kommt eine weitere Tiefstimme hinzu, die als contratenor bassus bezeichnet wird, die ungefähr eine Quarte oder Quinte tiefer liegt als das bisherige Paar aus Tenor und Contratenor. Der bisherige Contratenor bekam die Bezeichnung Contratenor altus. Somit war die Vierstimmigkeit nun der Regelfall. Je nachdem kann dazu eine zweite Discantstimme oder eine zweite Contratenor-altus-Stimme hinzutreten, sodass sich fünf Stimmen ergeben. Die grundsätzliche Disposition der Stimmen änderte sich hingegen nicht.
| Die Aufteilung der Stimmen in England Beispiel O nata lux de lumine von Thomas Tallis | Die Aufteilung der Stimmen in England Beispiel O nata lux de lumine von Thomas Tallis | Die Aufteilung der Stimmen in England Beispiel O nata lux de lumine von Thomas Tallis |
| Stimme                                                                                | Ambitus                                                                               | Schlüsselung                                                                          |
| ------------------------------------------------------------------------------------- | ------------------------------------------------------------------------------------- | ------------------------------------------------------------------------------------- |
| Superius (Treble)                                                                     | e1–f2                                                                                 | G2                                                                                    |
| Discantus (Mean)                                                                      | b–c2                                                                                  | C2                                                                                    |
| Contra Tenor                                                                          | d–g1                                                                                  | C3                                                                                    |
| Tenor                                                                                 | c–d1                                                                                  | C4                                                                                    |
| Bassus                                                                                | G–b                                                                                   | F4                                                                                    |

In England lagen in der Zeit die Verhältnisse etwas anders. Dort war die Fünfstimmigkeit der Normalfall. Dabei wurden dem alten dreistimmigen Satz aus Tenor, Contratenor und Discant eine Bassstimme und eine weitere hohe Stimme über dem Discantus hinzugefügt, die den Namen Treble trägt, sodass sich vier Stimmlagen und fünf Stimmen ergeben. Der Discantus wurde umbenannt in Medius oder mean (= Mittelstimme). Der Einsatz von Treble erforderte zum ersten Mal die reguläre Mitwirkung des Knabensoprans. Treble liegt dabei eine Quarte oder eine Quinte über dem Discantus. Sowohl auf dem Kontinent als auch in England blieb die Tonlage des Contratenors in dieser Zeit auf den Ambitus des heutigen Tenors beschränkt. Das, was heute mit dem Begriff Countertenor bezeichnet wird, entsprach im 14. bis 15. Jahrhundert dem Discant, nämlich sehr hohen Männerstimmen bis ungefähr d2, maximal e2, wobei die meisten Kompositionen darunter blieben und die Spitzentöne selten sind.
Die Trennung des Contratenors vom Tenor begann erst später und zögerlich. Zunächst wurde der Ambitus des Contratenors erweitert, indem einzelne Spitzentöne über den Tenor hinausragten. Ungefähr in den 1530er bis 1540er Jahren kam eine neue Kompositionstechnik auf, der Voce-Piena-Satz. In der Theorie werden dabei vier Stimmen (SATB) eingesetzt, die in der Lage klar voneinander abgesetzt und im Quart- bzw. Quintabstand gesetzt und entsprechend geschlüsselt sind. Es bilden sich dabei zwei Paare im Oktavabstand, nämlich Bass/Alt und Tenor/Superius. Als Prinzip kam jetzt auch die Durchimitierung auf, sodass dieselben Figuren durch die verschiedenen Stimmen wechselten, wie es typisch für die Fuge ist. In der Praxis geschah aber der Wechsel vom alten Paar aus Tenor und Countertenor zu Tenor und Alt nur langsam, sodass Tenor und Altus anfangs nur ungefähr eine Terz auseinanderlagen.
Im 19. und frühen 20. Jahrhundert kam die hohe Männerstimme im weltlichen Sologesang aus der Mode und blieb auf Chormusik beschränkt, bei der die Stimme aber im Gesamtklang verschwindet. Außerdem verschwand die hohe Männerstimme außer einem kleinen Refugium in den britischen Glee-Clubs später auch aus den weltlichen Chören. Eine Folge dieser Entwicklung bedeutete auch, dass die durchdringenden Männeraltstimmen im Chor etwas angepasst und abgeschwächt wurden, um einen gleichmäßigen Chorklang zu erzielen. Der Bedarf von Stimmbildung für männliche Altstimmen ging zurück, sodass die Gesangslehrer über die Zeit die Kompetenz und Erfahrung für dieses Stimmfach verloren. Die Romantisierung bedeutete nicht nur, dass die hohen Männerstimmen durch Frauen ersetzt wurden, sondern auch eine veränderte Situation für die Komponisten und die Aufführungspraxis. Eine Folge davon ist die kontinuierliche Anhebung des Kammertons, eine Entwicklung, die zurzeit weiterläuft, aber auch eine Veränderung der Tessitur bei Neukompositionen für Alt nach oben, sodass in der Praxis diese Stücke von Männerstimmen, insbesondere von untrainierten Falsettstimmen, kaum mehr bewältigt werden können.
Während in der kontinentalen Chortradition die hohen Männerstimmen schrittweise durch Knabenalt oder Frauenstimmen ersetzt wurden, blieb der rein männliche Chorgesang aus Bass, Tenor, Countertenor und Knabensopran in den traditionsreichen englischen Kathedralchören kontinuierlich erhalten, beispielsweise in Canterbury, London, Oxford und einigen anderen Städten. Wenige Chöre in dieser Tradition gibt es außerdem noch in Wales und Irland. Die typische minimale Besetzung dieser Chöre ist sechzehn Knaben, die nur Treble singen, dazu sechs Männer, bestehend aus jeweils zwei Countertenören, zwei Tenören und zwei Bässen.
Der Brite Alfred Deller stammte genau aus dieser englischen Chortradition und war der Erste, der sie wieder solistisch einsetzte. Mit Deller bekam die männliche Altstimme ab den 1940er Jahren wieder weltweite Beachtung als Solistenstimme. Mit dem zwei Countertenöre einschließenden Ensemblegesang der King’s Singers gelangten solche Stimmen zu allgemeiner Popularität. Die in Deutschland auftretenden Comedian Harmonists hatten ebenfalls einen Countertenor in ihren Reihen. Klaus Nomi verließ das Feld der klassischen Musik und trat seit Ende der 1970er Jahre als Countertenor in verschiedenen Shows auf und machte das Stimmfach auch in der Unterhaltungsmusik bekannt.

## Heutiger Einsatz
Countertenöre werden in der Alten Musik vorwiegend im Rahmen der historischen Aufführungspraxis als Interpreten entsprechender Partien eingesetzt – auch solcher, in denen früher Kastraten gefordert waren. Es gibt nur wenige, technisch unzureichende Tonaufnahmen des letzten Kastraten Alessandro Moreschi sowie überliefertes Notenmaterial und schriftliche Beschreibungen der großen Kastratensänger, die erahnen lassen, dass Klang und Volumen eines Countertenors mit dem einer Kastratenstimme nicht vergleichbar sind. Der Einsatz von Countertenören ist somit ein Versuch, sich dem Original anzunähern, kann es aber nicht erreichen.
Nicht mit dem Countertenor darf die Haute-Contre-Stimmlage verwechselt werden. Hierbei handelt es sich um eine hohe Variante der Tenorstimme, die vor allem in der französischen Barockmusik vorkommt. Sie wird mit der normalen Bruststimme gesungen und nicht im Falsett des Countertenors.
Nachdem im 19. Jahrhundert dieses Stimmfach gar nicht vorkam, stattdessen lediglich die gelegentliche Fistelstimme als komischer Effekt, werden Countertenöre in der Neuen Musik im Opernfach wieder im Ensemble oder als Solisten eingesetzt. Beispiele des 20. Jahrhunderts sind A Midsummer Night’s Dream (Oberon) und Death in Venice (Apollo) von Benjamin Britten, Le Grand Macabre (Fürst Gogo) von György Ligeti, Akhnaten (Titelrolle) von Philip Glass, Lear (Edgar) von Aribert Reimann, Total Eclipse von John Tavener sowie Bählamms Fest (Jeremy) und Lost Highway (Mystery Man) von Olga Neuwirth.
Die Kompositionen der Romantik und zeitgenössische Kompositionen gehen in der Tessitur und Klangfarbe der Altpartien in den meisten Fällen von Frauenstimmen aus. Countertenöre oder männliche Altstimmen werden außer in den englischen Kathedralchören nur noch selten in Chören eingesetzt. Einige professionelle oder zumindest semiprofessionelle Ensembles im Bereich von A-cappella-Musik haben inzwischen wieder Countertenöre in ihren Reihen.
In der Rock- und Popmusik werden zuweilen männliche Stimmen in entsprechender Tonlage eingesetzt, ohne dass sie ausdrücklich als Countertenöre bezeichnet werden könnten.

## Natürliche und künstliche Stimme
Im italienischen Barock bezeichnete man alle Stimmen, die in ihrer normalen, „natürlichen“ Lage sangen, als voce naturale. Das waren die Alt- und Sopranlagen bei Frauen-, Kinder- und Kastratenstimmen und natürlich auch die Tenor-, Bariton- und Basslagen der Männer. Aus gesangstechnischen und stimmphysiologischen Gründen wurde die Stimme der Falsettisten dagegen als voce artificiale, als „künstliche Stimme“, bezeichnet.
Selbstverständlich war die Kastratenstimme keine natürliche Stimme im Sinne der naturgegebenen Stimmfähigkeiten eines erwachsenen Mannes, da sie nur durch eine Kastration im Kindesalter möglich wurde. Aber die Stimme der Kastraten bewegte sich nach unserem unvollkommenen Kenntnisstand bis zu einer gewissen Höhe in der Modallage und ähnelte somit einer Knabenstimme in der Tonerzeugung; hinzu kam in der Höhe, ähnlich wie bei der Frauenstimme, ein ausgebildetes Kopfregister. Somit hatte die Kastratenstimme eine natürliche Tonerzeugung (im Gegensatz zum Falsett).
Bei der männlichen Stimme gilt auch heute unbestritten die Modallage, die Bruststimme, als natürlich. Die Falsettstimme hingegen hat ihre Bezeichnung aus dem italienischen falso = falsch. Der Begriff falsetto ist eine Verkleinerungsform und bedeutet so viel wie „kleine falsche Stimme“. Die untrainierte Falsettstimme wirkt, als ob sie am falschen Ort produziert wird, sie ist normalerweise hauchig und dünn, und es ist kein Crescendo auf dieser Stimme möglich. Die trainierte Kopfstimme klingt hingegen wesentlich besser und manchmal (!) auch fülliger. Sie ist nicht Teil der natürlichen Stimmfähigkeit jedes Menschen, ist aber insofern natürlich, als die Anlage zur Entwicklung dieser Stimme in den naturgegebenen Möglichkeiten vorhanden ist, etwa so wie ein Mensch von Natur aus nicht rechnen kann, aber im Allgemeinen die Fähigkeit besitzt, es zu lernen.
Zum Verhältnis von Falsett- und Kopfstimme besteht auch in der Literatur ein sehr schwammiger Sprachgebrauch. Teilweise wird der Begriff streng unterschieden, teilweise auch synonym verwendet. Auch sind die Theorien zur Klangerzeugung in diesem Bereich in großem Maß widersprüchlich. Bildgebende ärztliche Diagnoseverfahren und aktuelle Forschung legen jedoch nahe, dass die Tonerzeugung von Falsett und Kopfstimme nahezu gleich ist und der Unterschied im Wesentlichen auf dem Trainingsgrad der Stimme beruht.